# Liste der Geotope im Landkreis Konstanz
Diese sortierbare Liste der Geotope im Landkreis Konstanz enthält die Geotope des baden-württembergischen Landkreises Konstanz, die amtlichen Bezeichnungen für Namen und Nummern sowie deren geographische Lage. Die Geotope sind im Geotop-Kataster Baden-Württemberg dokumentiert und umfassen Aufschlüsse von Gesteinen, Böden, Mineralien und Fossilien sowie besondere Landschaftsteile.

## Liste
Im Landkreis sind 123 Geotope (Stand 11. Februar 2023) vom Landesamt für Geologie, Rohstoffe und Bergbau (LGRB) ausgewiesen:
| Steckbrief Nr. (PDF) | Name                                                                          | Geotoptyp                        | Gemeinde/Stadt, Gemarkung                     | Koordinaten                 | Bild | Bemerkungen |
| -------------------- | ----------------------------------------------------------------------------- | -------------------------------- | --------------------------------------------- | --------------------------- | ---- | --- |
| 2006                 | Aachtopf, Aach                                                                | Quelle                           | Aach (Hegau)                                  | 47° 50′ 48″ N, 8° 51′ 29″ O |      | Geologische Einheit: Liegende Bankkalk-Formation Status: geschützt (Naturdenkmal Aach-Quelle)                                         |
| 2007                 | Marienschlucht bei Langenrain, Allensbach                                     | Landschaftselement               | Allensbach Gemarkung Langenrain               | 47° 45′ 56″ N, 9° 5′ 43″ O  |      | Geologische Einheit: Obere Meeresmolasse Status: geschützt (Naturdenkmal Doline im Gewann Kramesen)                                   |
| 2008                 | Aufgelassene Kiesgrube Bodenwald, Bodman-Ludwigshafen                         | Aufschluss                       | Bodman-Ludwigshafen Gemarkung Bodman          | 47° 47′ 16″ N, 9° 1′ 38″ O  |      | Geologische Einheit: Mindel-Kaltzeitliche Schotter Status: geschützt (Naturdenkmal Dolinenkette (7 Dolinen, Zulauf im Nordwesten))    |
| 2009                 | Echotal, Bodman-Ludwigshafen                                                  | Landschaftselement               | Bodman-Ludwigshafen Gemarkung Bodman          | 47° 46′ 51″ N, 9° 3′ 28″ O  |      | Geologische Einheit: Obere Meeresmolasse Status: geschützt (Naturdenkmal Ehemaliger Steinbruch Rohrbrunnen)                           |
| 2010                 | Waldmoor Dunzenberg, Eigeltingen                                              | Moor                             | Eigeltingen                                   | 47° 51′ 26″ N, 8° 52′ 54″ O |      | Geologische Einheit: Zementmergel-Formation Status: geschützt (Naturdenkmal Waldsee Dunzenberg)                                       |
| 2011                 | Aufgelassene Kiesgrube Leiber, Eigeltingen                                    | Aufschluss                       | Eigeltingen                                   | 47° 51′ 30″ N, 8° 54′ 24″ O |      | Geologische Einheit: Pleistozäne Kiese und Sande Status: geschützt (Naturdenkmal Kiesgrube Bollenberg-Eigen)                          |
| 2012                 | Durchbruchtal bei Langenstein, Eigeltingen                                    | Landschaftselement               | Eigeltingen                                   | 47° 50′ 54″ N, 8° 54′ 31″ O |      | Geologische Einheit: Massenkalk-Formation Status: mit geschützt (NSG Langensteiner Durchbruchstal)                                    |
| 2013                 | Umgebung der Ruine Wasserburg bei Honstetten, Eigeltingen                     | Landschaftselement               | Eigeltingen Gemarkung Honstetten              | 47° 53′ 23″ N, 8° 51′ 44″ O |      | Geologische Einheit: Zementmergel-Formation Status: geschützt (Naturdenkmal Umgebung der Ruine Wasserburg)                            |
| 2014                 | Hohenhewen bei Anselfingen, Engen                                             | Landschaftselement               | Engen Gemarkung Anselfingen                   | 47° 50′ 10″ N, 8° 44′ 48″ O |      | Geologische Einheit: Basalt Status: mit geschützt (NSG Hohenhewen)                                                                    |
| 2015                 | Gipshöhle Hohenhewen, Engen                                                   | Höhle                            | Engen Gemarkung Anselfingen                   | 47° 50′ 1″ N, 8° 44′ 48″ O  |      | Geologische Einheit: Nagelfluh Status: mit geschützt (NSG Hohenhewen)                                                                 |
| 2016                 | Gnirshöhle, Engen                                                             | Höhle                            | Engen Gemarkung Bittelbrunn                   | 47° 51′ 44″ N, 8° 48′ 30″ O |      | Geologische Einheit: Zementmergel-Formation Status: geschützt (Naturdenkmal Karsthöhle (Gnirshöhle))                                  |
| 2017                 | Großer Felsen - Wasserburger Tal, Engen                                       | Felsformation                    | Engen Gemarkung Bittelbrunn                   | 47° 52′ 7″ N, 8° 50′ 22″ O  |      | Geologische Einheit: Massenkalk-Formation Status: geschützt                                                                           |
| 2018                 | Aufg. Steinbruch an der Straße zwischen Zimmerholz und Engen, Engen           | Aufschluss                       | Engen                                         | 47° 52′ 2″ N, 8° 45′ 35″ O  |      | Geologische Einheit: Grenzbereich Liegende Bankkalk-Formation Zementmergel-Formation Status: mit geschützt (NSG Biezental-Kirnerberg) |
| 2019                 | Schichtausbiss am Schoren ca. 800 m E von Neuhausen                           | Aufschluss                       | Engen Gemarkung Neuhausen                     | 47° 50′ 16″ N, 8° 47′ 9″ O  |      | Geologische Einheit: Kalkstein Status: mit geschützt (NSG Schoren)                                                                    |
| 2020                 | Neuhewen bei Stetten, Engen                                                   | Landschaftselement               | Engen Gemarkung Stetten                       | 47° 52′ 44″ N, 8° 43′ 1″ O  |      | Geologische Einheit: Basalt Status: geschützt                                                                                         |
| 2021                 | Felssockel der Ruine Stettener Schlösschen (Neuenhewen), Engen                | Felsformation                    | Engen Gemarkung Stetten                       | 47° 52′ 44″ N, 8° 43′ 3″ O  |      | Geologische Einheit: Basalt Status: geschützt                                                                                         |
| 2022                 | Aufg. Steinbruch Kirnberg bei Zimmerholz, Engen                               | Aufschluss                       | Engen Gemarkung Zimmerholz                    | 47° 52′ 11″ N, 8° 44′ 56″ O |      | Geologische Einheit: Randengrobkalk Status: mit geschützt (NSG Biezental-Kirnerberg)                                                  |
| 2023                 | Aufg. Steinbruch an der Straße zwischen Zimmerholz und Engen, Engen           | Aufschluss                       | Engen Gemarkung Zimmerholz                    | 47° 52′ 2″ N, 8° 45′ 30″ O  |      | Geologische Einheit: Grenzbereich Liegende Bankkalk-Formation Zementmergel-Formation Status: mit geschützt (NSG Biezental-Kirnerberg) |
| 2024                 | Strandbereich von Hornstaad beim Badeplatz des Hotels Hirschen                | Landschaftselement               | Gaienhofen Gemarkung Horn                     | 47° 41′ 13″ N, 8° 59′ 52″ O |      | Geologische Einheit: Ablagerungen des Holozän Status: mit geschützt (NSG Stehlwiesen)                                                 |
| 2025                 | Steinbruch am Hohenstoffeln                                                   | Aufschluss                       | Hilzingen Gemarkung Binningen                 | 47° 47′ 46″ N, 8° 44′ 58″ O |      | Geologische Einheit: Basalt Status: mit geschützt (NSG Hohenstoffeln)                                                                 |
| 2026                 | Basaltschlot Hohenstoffeln, Hilzingen                                         | Landschaftselement               | Hilzingen Gemarkung Binningen                 | 47° 47′ 48″ N, 8° 45′ 0″ O  |      | Geologische Einheit: Basalt Status: mit geschützt (NSG Hohenstoffeln)                                                                 |
| 2027                 | Böschung am Hohenstoffeln 250 m E der Ruine                                   | Landschaftselement               | Hilzingen Gemarkung Binningen                 | 47° 47′ 33″ N, 8° 45′ 14″ O |      | Geologische Einheit: Basalt Status: mit geschützt (NSG Hohenstoffeln)                                                                 |
| 2028                 | Aufg. Steinbrüche am südl. Hohenstoffel E vom Stofflerhof                     | Aufschluss                       | Hilzingen Gemarkung Binningen                 | 47° 47′ 30″ N, 8° 44′ 56″ O |      | Geologische Einheit: Basalt Status: mit geschützt (NSG Hohenstoffeln)                                                                 |
| 2029                 | Phonolithstock Hohenkrähen, Hilzingen                                         | Landschaftselement               | Hilzingen                                     | 47° 47′ 55″ N, 8° 49′ 12″ O |      | Geologische Einheit: Phonolith Status: mit geschützt (NSG Hohenkrähen)                                                                |
| 2030                 | Homboll bei Weiterdingen, Hilzingen                                           | Landschaftselement               | Hilzingen Gemarkung Weiterdingen              | 47° 47′ 2″ N, 8° 45′ 50″ O  |      | Geologische Einheit: Deckentuff Status: geschützt                                                                                     |
| 2031                 | Aufg. Kiesgrube N der Loghöfe ca. 1200 m ESE von Liggersdorf                  | Aufschluss                       | Hohenfels Gemarkung Kalkofen                  | 47° 52′ 50″ N, 9° 7′ 23″ O  |      | Geologische Einheit: ? Status: geschützt (Naturdenkmal Ehemalige Kiesgrube Bischoff)                                                  |
| 2032                 | Aufschluss an der Eichhalde bei Kalkofen, Hohenfels                           | Aufschluss                       | Hohenfels Gemarkung Kalkofen                  | 47° 52′ 5″ N, 9° 7′ 8″ O    |      | Geologische Einheit: Obere Meeresmolasse und Brackwassermolasse Status: geschützt                                                     |
| 2033                 | Katharinenschlucht bei Langenrain, Allensbach                                 | Landschaftselement               | Konstanz Gemarkung Dettingen                  | 47° 45′ 40″ N, 9° 6′ 30″ O  |      | Geologische Einheit: Obere Meeresmolasse Status: geschützt                                                                            |
| 2034                 | Mooswiesen, Bodanrück                                                         | Moor                             | Konstanz                                      | 47° 52′ 5″ N, 9° 7′ 8″ O    |      | Geologische Einheit: ? Status: mit geschützt (NSG Mooswiese)                                                                          |
| 2035                 | Aufg. Kiesgrube Betteläcker, Ehingen                                          | Aufschluss                       | Mühlhausen-Ehingen Gemarkung Ehingen          | 47° 49′ 28″ N, 8° 49′ 1″ O  |      | Geologische Einheit: Terrassenschotter Würm-Kaltzeit Status: geschützt (Naturdenkmal Kiesgrube Betteläcker)                           |
| 2036                 | Versumpfte Senken im Gewann Dohlen, Mühlhausen                                | Landschaftselement               | Mühlhausen-Ehingen Gemarkung Ehingen          | 47° 49′ 54″ N, 8° 50′ 2″ O  |      | Geologische Einheit: Endmorärenmaterial Würm-Kaltzeit Status: mit geschützt (NSG Dohlen im Wald)                                      |
| 2037                 | Mägdeberg und Schwindel, Mühlhausen-Ehingen                                   | Landschaftselement               | Mühlhausen-Ehingen Gemarkung Ehingen          | 47° 49′ 54″ N, 8° 50′ 2″ O  |      | Geologische Einheit: Phonolith Status: mit geschützt (NSG Mägdeberg)                                                                  |
| 2038                 | Schwindel SW von Mühlhausen                                                   | Landschaftselement               | Mühlhausen-Ehingen Gemarkung Mühlhausen       | 47° 48′ 17″ N, 8° 48′ 1″ O  |      | Geologische Einheit: Phonolith Status: mit geschützt (NSG Mägdeberg)                                                                  |
| 2039                 | Offerenbühl und Schüsselbühl, Mühlhausen-Ehingen                              | Landschaftselement               | Mühlhausen-Ehingen Gemarkung Mühlhausen       | 47° 48′ 14″ N, 8° 48′ 32″ O |      | Geologische Einheit: Deckentuff Status: geschützt                                                                                     |
| 2040                 | Aufg. Öhninger Steinbrüche, Öhningen                                          | Aufschluss                       | Öhningen Gemarkung Wangen                     | 47° 40′ 38″ N, 8° 55′ 32″ O |      | Geologische Einheit: Mergel und Kalke Status: geschützt (Naturdenkmal Öhninger Steinbrüche)                                           |
| 2041                 | Aufg. Kiesgrube im Krebsbachtal ca. 1500 m NW von Wahlwies                    | Aufschluss                       | Orsingen-Nenzingen Gemarkung Orsingen         | 47° 49′ 29″ N, 8° 57′ 1″ O  |      | Geologische Einheit: Kiese und Sande Würm-Kaltzeit Status: geschützt (Naturdenkmal Kiesgrube Eichert)                                 |
| 2042                 | Buchenseen bei Güttingen, Radolfzell am Bodensee                              | Landschaftselement               | Radolfzell am Bodensee Gemarkung Güttingen    | 47° 45′ 57″ N, 8° 59′ 1″ O  |      | Geologische Einheit: ? Status: mit geschützt (NSG Buchenseen (Güttinger Seen))                                                        |
| 2043                 | Litzelsee bei Markelfingen, Radolfzell am Bodensee                            | Landschaftselement               | Radolfzell am Bodensee Gemarkung Markelfingen | 47° 44′ 18″ N, 9° 0′ 50″ O  |      | Geologische Einheit: ? Status: geschützt (Naturdenkmal Litzelsee)                                                                     |
| 2044                 | Mindelsee auf dem Bodanrück                                                   | Landschaftselement               | Radolfzell am Bodensee Gemarkung Möggingen    | 47° 45′ 13″ N, 9° 1′ 23″ O  |      | Geologische Einheit: Status: mit geschützt (NSG Mindelsee)                                                                            |
| 2045                 | Ruine Homburg                                                                 | Landschaftselement               | Radolfzell am Bodensee Gemarkung Stahringen   | 47° 47′ 31″ N, 8° 57′ 58″ O |      | Geologische Einheit: Nagelfluh Status: geschützt (Naturdenkmal Umgebung Ruine Homburg)                                                |
| 2046                 | Aufg. Steinbruch Rosenegg, Rielasingen-Worblingen                             | Aufschluss                       | Rielasingen-Worblingen Gemarkung Rielasingen  | 47° 43′ 57″ N, 8° 48′ 36″ O |      | Geologische Einheit: Deckentuff Status: geschützt                                                                                     |
| 2047                 | Böschung am westl. Hohentwiel beim Eselsbrunnen                               | Aufschluss                       | Singen (Hohentwiel)                           | 47° 45′ 50″ N, 8° 48′ 44″ O |      | Geologische Einheit: Dolomit (Gestein) Status: mit geschützt (NSG Hohentwiel)                                                         |
| 2048                 | Hohentwiel, senkr. Felswand 100 m oberh. des Gasthauses                       | Felsformation                    | Singen (Hohentwiel)                           | 47° 45′ 55″ N, 8° 49′ 8″ O  |      | Geologische Einheit: Phonolith Status: mit geschützt (NSG Hohentwiel)                                                                 |
| 2049                 | Phonolithstock Hohentwiel, Singen (Hohentwiel)                                | Felsformation                    | Singen (Hohentwiel)                           | 47° 45′ 52″ N, 8° 49′ 6″ O  |      | Geologische Einheit: Phonolith Status: mit geschützt (NSG Hohentwiel)                                                                 |
| 2050                 | Aufgelassener Steinbruch, Steißlingen                                         | Aufschluss                       | Steißlingen                                   | 47° 48′ 28″ N, 8° 55′ 43″ O |      | Geologische Einheit: Obere Meeresmolasse Status: geschützt (Naturdenkmal Alter Steinbruch)                                            |
| 2051                 | Litzelsee, Steißlingen                                                        | Landschaftselement               | Steißlingen                                   | 47° 46′ 5″ N, 8° 55′ 46″ O  |      | Geologische Einheit: ? Status: mit geschützt (NSG Litzelsee)                                                                          |
| 2052                 | Ruine Nellenburg ca. 1900 m ENE von Nenzingen                                 | Landschaftselement               | Stockach Gemarkung Hindelwangen               | 47° 50′ 54″ N, 8° 59′ 5″ O  |      | Geologische Einheit: Molasse Status: geschützt (Naturdenkmal Umgebung Nellenburg)                                                     |
| 2053                 | Aufg. Steinbruch/Holzlagerplatz, Tengen-Wiechs am Randen                      | Aufschluss                       | Tengen Gemarkung Wiechs                       | 47° 47′ 6″ N, 8° 38′ 37″ O  |      | Geologische Einheit: Obere Meeresmolasse Status: geschützt                                                                            |
| 2054                 | Grauer Stein, Aach                                                            | Findling                         | Aach (Hegau)                                  | 47° 50′ 30″ N, 8° 52′ 36″ O |      | Geologische Einheit: Verrucano |
| 2055                 | Erdfall, Aach                                                                 | Doline                           | Aach (Hegau)                                  | 47° 51′ 6″ N, 8° 51′ 28″ O  |      | Geologische Einheit: Zementmergel-Formation                                                                                           |
| 2056                 | Steilufer zwischen Wallhausen und Marienschlucht                              | Landschaftselement               | Allensbach Gemarkung Langenrain               | 47° 45′ 59″ N, 9° 5′ 33″ O  |      | Geologische Einheit: Obere Meeresmolasse                                                                                              |
| 2057                 | Hohlweg beim Friedhof unterhalb der Ruine Altbodman, Bodman-Ludwigshafen      | Hohlweg                          | Bodman-Ludwigshafen Gemarkung Bodman          | 47° 47′ 43″ N, 9° 1′ 55″ O  |      | Geologische Einheit: Untere Süßwassermolasse                                                                                          |
| 2058                 | Wasserburger Tal, Eigeltingen                                                 | Landschaftselement               | Eigeltingen                                   | 47° 52′ 33″ N, 8° 50′ 43″ O |      | Geologische Einheit: Massenkalk-Formation                                                                                             |
| 2059                 | Basaltgang im Wasserburger Tal, Eigeltingen                                   | Landschaftselement               | Eigeltingen                                   | 47° 52′ 29″ N, 8° 50′ 45″ O |      | Geologische Einheit: Basalt |
| 2060                 | Felsgruppen, Erosionsformen und Einzelfelsen im Wasserburger Tal, Eigeltingen | Felsformation                    | Eigeltingen                                   | 47° 52′ 20″ N, 8° 50′ 38″ O |      | Geologische Einheit: Massenkalk-Formation                                                                                             |
| 2061                 | Aufgelassener Steinbruch Lochmühle, Eigeltingen                               | Aufschluss                       | Eigeltingen                                   | 47° 51′ 55″ N, 8° 53′ 27″ O |      | Geologische Einheit: Zementmergel-Formation                                                                                           |
| 2062                 | Quellen im Krebsbachtal (Kressenlochquellen)                                  | Aufschluss                       | Eigeltingen                                   | 47° 52′ 12″ N, 8° 53′ 32″ O |      | Geologische Einheit: Zementmergel-Formation                                                                                           |
| 2063                 | Steinbruch am W-Rand von Eigeltingen                                          | Aufschluss                       | Eigeltingen                                   | 47° 51′ 25″ N, 8° 53′ 15″ O |      | Geologische Einheit: Zementmergel-Formation                                                                                           |
| 2064                 | Steinbrüche 600 m W von Heudorf bei Keller                                    | Aufschluss                       | Eigeltingen Gemarkung Heudorf                 | 47° 54′ 48″ N, 8° 55′ 35″ O |      | Geologische Einheit: Hangende Bankkalk-Formation                                                                                      |
| 2065                 | Salzbahnquelle ca. 1500 m NE von Eigeltingen                                  | Quelle                           | Eigeltingen Gemarkung Münchhöf                | 47° 52′ 0″ N, 8° 55′ 0″ O   |      | Geologische Einheit: Hangende Bankkalk-Formation                                                                                      |
| 2066                 | Aufschluss am Haldenhof ca. 1500 m W von Anselfingen                          | Aufschluss                       | Engen Gemarkung Anselfingen                   | 47° 50′ 48″ N, 8° 44′ 35″ O |      | Geologische Einheit: Nagelfluh |
| 2067                 | Kiesgrube W vom Bhf. Neuhausen-Welschingen                                    | Aufschluss                       | Engen Gemarkung Anselfingen                   | 47° 50′ 8″ N, 8° 45′ 48″ O  |      | Geologische Einheit: Sande Würm-Kaltzeit                                                                                              |
| 2068                 | Aufg. Steinbruch E von Schopfloch                                             | Aufschluss                       | Engen Gemarkung Bargen                        | 47° 52′ 57″ N, 8° 47′ 24″ O |      | Geologische Einheit: Randengrobkalk                                                                                                   |
| 2069                 | Petersfels, Engen                                                             | Felsformation                    | Engen Gemarkung Bittelbrunn                   | 47° 51′ 40″ N, 8° 48′ 21″ O |      | Geologische Einheit: Zementmergel-Formation                                                                                           |
| 2070                 | Aufg. Steinbruch Eck, Engen                                                   | Aufschluss                       | Engen                                         | 47° 52′ 1″ N, 8° 46′ 25″ O  |      | Geologische Einheit: Liegende Bankkalk-Formation                                                                                      |
| 2071                 | Aufschlüsse beim Bahnhof Talmühle, Engen                                      | Aufschluss                       | Engen                                         | 47° 52′ 56″ N, 8° 48′ 47″ O |      | Geologische Einheit: Zementmergel-Formation                                                                                           |
| 2072                 | Aufschluss an der Autobahnanschlussstelle Engen, Engen                        | Aufschluss                       | Engen                                         | 47° 51′ 21″ N, 8° 47′ 52″ O |      | Geologische Einheit: Brackwassermolasse                                                                                               |
| 2073                 | Aufg. Steinbruch am Südrand des Schoren bei Neuhausen, Engen                  | Aufschluss                       | Engen Gemarkung Neuhausen                     | 47° 50′ 12″ N, 8° 47′ 6″ O  |      | Geologische Einheit: Zementmergel-Formation                                                                                           |
| 2074                 | Kiesgruben bei Anselfingen                                                    | Aufschluss                       | Engen Gemarkung Welschingen                   | 47° 50′ 7″ N, 8° 45′ 46″ O  |      | Geologische Einheit: Grobkiese Würm-Kaltzeit                                                                                          |
| 2075                 | Aufg. Steinbruch am Katzensteig, Zimmerholz                                   | Aufschluss                       | Engen Gemarkung Zimmerholz                    | 47° 52′ 21″ N, 8° 44′ 17″ O |      | Geologische Einheit: Randengrobkalk                                                                                                   |
| 2076                 | Aufg. Steinbruch Kapf bei Zimmerholz, Tengen                                  | Aufschluss                       | Engen Gemarkung Zimmerholz                    | 47° 51′ 48″ N, 8° 44′ 5″ O  |      | Geologische Einheit: Randengrobkalk                                                                                                   |
| 2077                 | Aufg. Sandgruben am Waldrand NNE von Honisheim                                | Aufschluss                       | Gaienhofen                                    | 47° 41′ 14″ N, 8° 57′ 24″ O |      | Geologische Einheit: Obere Süßwassermolasse                                                                                           |
| 2078                 | Aufschluss und Schurf an der NE-Seite des Heilsbergs                          | Aufschluss                       | Hilzingen                                     | 47° 45′ 0″ N, 8° 47′ 7″ O   |      | Geologische Einheit: ? |
| 2079                 | Strassenanschnitt Duchtlinger Pass, Hilzingen-Duchtlingen                     | Aufschluss                       | Hilzingen                                     | 47° 47′ 22″ N, 8° 48′ 51″ O |      | Geologische Einheit: Deckentuff |
| 2080                 | Gönnersbohl, Hilzingen                                                        | Landschaftselement               | Hilzingen                                     | 47° 46′ 3″ N, 8° 47′ 56″ O  |      | Geologische Einheit: Phonolit |
| 2081                 | Aufschluss am Lederbohl                                                       | Aufschluss                       | Hilzingen                                     | 47° 47′ 58″ N, 8° 48′ 39″ O |      | Geologische Einheit: Deckentuff |
| 2082                 | Aufschluss ca. 500 m NW vom Hohenkrähen am NE-Hang des Kräherhag              | Aufschluss                       | Hilzingen                                     | 47° 48′ 4″ N, 8° 49′ 0″ O   |      | Geologische Einheit: Seesedimente |
| 2083                 | Aufschlüsse am Weg auf den Krützbühl am NW-Rand des Staufen                   | Aufschluss                       | Hilzingen                                     | 47° 46′ 45″ N, 8° 48′ 39″ O |      | Geologische Einheit: Deckentuff |
| 2084                 | Aufschluss am NW-Rand des Staufen NW vom Hohentwiel                           | Aufschluss                       | Hilzingen                                     | 47° 46′ 22″ N, 8° 48′ 5″ O  |      | Geologische Einheit: Phonolit |
| 2085                 | Aufschluss im Garten von Twilfeld                                             | Aufschluss                       | Hilzingen                                     | 47° 45′ 42″ N, 8° 48′ 30″ O |      | Geologische Einheit: Deckentuff |
| 2086                 | Riedheimer Basaltgang bei Riedheim, Hilzingen                                 | Aufschluss                       | Hilzingen Gemarkung Riedheim                  | 47° 46′ 4″ N, 8° 45′ 15″ O  |      | Geologische Einheit: Basalt |
| 2087                 | Heiliggrab bei Weiterdingen, Hilzingen                                        | Landschaftselement               | Hilzingen Gemarkung Weiterdingen              | 47° 47′ 20″ N, 8° 46′ 25″ O |      | Geologische Einheit: Sinter |
| 2088                 | Wegaufschlüsse am Sickerberg SW des Mägdebergs                                | Aufschluss                       | Hilzingen Gemarkung Weiterdingen              | 47° 48′ 12″ N, 8° 46′ 48″ O |      | Geologische Einheit: Phonolith |
| 2089                 | Hohenstoffeln, NW-Rutsch                                                      | Landschaftselement               | Hilzingen Gemarkung Weiterdingen              | 47° 47′ 50″ N, 8° 44′ 45″ O |      | Geologische Einheit: NagelfluhMergel                                                                                                  |
| 2090                 | Verenenberg ca. 700 m S von Dettingen                                         | Landschaftselement               | Konstanz Gemarkung Dettingen                  | 47° 43′ 42″ N, 9° 6′ 51″ O  |      | Geologische Einheit: ? |
| 2091                 | Drumlins bei Dettingen, Konstanz                                              | Landschaftselement               | Konstanz Gemarkung Dettingen                  | 47° 43′ 59″ N, 9° 6′ 40″ O  |      | Geologische Einheit: ? |
| 2092                 | Strandaufschluss beim Klausenhorn                                             | Landschaftselement               | Konstanz Gemarkung Dingelsdorf                | 47° 44′ 57″ N, 9° 8′ 54″ O  |      | Geologische Einheit: Obere Meeresmolasse                                                                                              |
| 2093                 | Taborberg bei Wollmatingen                                                    | Landschaftselement               | Konstanz                                      | 47° 41′ 31″ N, 9° 9′ 36″ O  |      | Geologische Einheit: ? |
| 2094                 | Steilhang in Konstanz-Staad                                                   | Landschaftselement               | Konstanz                                      | 47° 41′ 19″ N, 9° 12′ 15″ O |      | Geologische Einheit: Obere Süßwassermolasse                                                                                           |
| 2095                 | Toteisloch Rupfdenvogel bei Ehingen, Mühlhausen                               | Toteis#Toteiskessel (Toteisloch) | Mühlhausen-Ehingen Gemarkung Ehingen          | 47° 49′ 55″ N, 8° 47′ 48″ O |      | Geologische Einheit: ? |
| 2096                 | Schüsselbühl S von Mühlhausen                                                 | Landschaftselement               | Mühlhausen-Ehingen Gemarkung Mühlhausen       | 47° 48′ 9″ N, 8° 48′ 23″ O  |      | Geologische Einheit: Deckentuff |
| 2097                 | Erdfälle bei Volkertshausen, Mühlhausen                                       | Landschaftselement               | Mühlhausen-Ehingen Gemarkung Mühlhausen       | 47° 49′ 3″ N, 8° 51′ 23″ O  |      | Geologische Einheit: Untergrund: Moränenmaterial Würm-Kaltzeit                                                                        |
| 2098                 | Aufg. Steinbruch ca. 300 m S der B 33 S von Mühlhausen                        | Aufschluss                       | Mühlhausen-Ehingen Gemarkung Mühlhausen       | 47° 48′ 28″ N, 8° 48′ 7″ O  |      | Geologische Einheit: Deckentuff |
| 2099                 | Bachtobel des Schienerbachs NW vom Kreuzhof                                   | Landschaftselement               | Öhningen                                      | 47° 40′ 53″ N, 8° 53′ 1″ O  |      | Geologische Einheit: Obere Süßwassermolasse                                                                                           |
| 2100                 | Aufg. Kiesgrube ca. 700 m W von Langenmoos                                    | Aufschluss                       | Öhningen Gemarkung Schienen                   | 47° 41′ 3″ N, 8° 55′ 26″ O  |      | Geologische Einheit: Deckenschotter                                                                                                   |
| 2101                 | Ziegelhoftobel bei Wangen, Öhningen                                           | Tobel                            | Öhningen Gemarkung Wangen                     | 47° 40′ 14″ N, 8° 55′ 37″ O |      | Geologische Einheit: ? |
| 2102                 | Bitzefelsen, Schiener Berg                                                    | Felsformation                    | Öhningen Gemarkung Wangen                     | 47° 41′ 0″ N, 8° 56′ 4″ O   |      | Geologische Einheit: Obere Süßwassermolasse                                                                                           |
| 2103                 | Wegböschung ca. 50 m S vom Ziegelhof N von Wangen                             | Aufschluss                       | Öhningen Gemarkung Wangen                     | 47° 40′ 12″ N, 8° 55′ 33″ O |      | Geologische Einheit: Mergel und Tuffe                                                                                                 |
| 2104                 | Hohlweg beim alten jüdischen Friedhof ca. 650 m NNE von Wangen                | Hohlweg                          | Öhningen Gemarkung Wangen                     | 47° 39′ 57″ N, 8° 56′ 12″ O |      | Geologische Einheit: Obere Süßwassermolasse                                                                                           |
| 2105                 | Aufgelassener Steinbruch Nenzingen, Orsingen-Nenzingen                        | Aufschluss                       | Orsingen-Nenzingen Gemarkung Nenzingen        | 47° 51′ 8″ N, 8° 58′ 2″ O   |      | Geologische Einheit: Obere Meeresmolasse                                                                                              |
| 2106                 | Steinbruch ca. 1500 m SE von Eigeltingen                                      | Aufschluss                       | Orsingen-Nenzingen Gemarkung Orsingen         | 47° 50′ 43″ N, 8° 54′ 44″ O |      | Geologische Einheit: Massenkalk-Formation                                                                                             |
| 2107                 | Wegböschungen am Abstieg vom Herrentisch S von Arlen, Rielasingen-Worblingen  | Aufschluss                       | Rielasingen-Worblingen Gemarkung Rielasingen  | 47° 42′ 15″ N, 8° 50′ 57″ O |      | Geologische Einheit: Obere Süßwassermolasse                                                                                           |
| 2108                 | Jungkernbühl                                                                  | Landschaftselement               | Rielasingen-Worblingen Gemarkung Worblingen   | 47° 43′ 58″ N, 8° 51′ 15″ O |      | Geologische Einheit: ? |
| 2109                 | Aufschluss am Steilhang bei Maria Tann, Bohlingen, Singen (Hohentwiel)        | Aufschluss                       | Singen (Hohentwiel) Gemarkung Bohlingen       | 47° 42′ 17″ N, 8° 52′ 38″ O |      | Geologische Einheit: Obere Süßwassermolasse                                                                                           |
| 2110                 | Bohlinger Schlucht, Singen (Hohentwiel)                                       | Landschaftselement               | Singen (Hohentwiel) Gemarkung Bohlingen       | 47° 42′ 18″ N, 8° 53′ 38″ O |      | Geologische Einheit: Obere Süßwassermolasse                                                                                           |
| 2111                 | Wegaufschlüsse an der W-Seite des Wegs zum Schlosshof                         | Aufschluss                       | Singen (Hohentwiel) Gemarkung Friedingen      | 47° 47′ 6″ N, 8° 53′ 9″ O   |      | Geologische Einheit: Obere Meeresmolasse                                                                                              |
| 2112                 | Aufg. Grube ca. 400 m S von Überlingen an der Straße Überlingen-Bohlingen     | Aufschluss                       | Singen (Hohentwiel) Gemarkung Überlingen      | 47° 44′ 2″ N, 8° 53′ 52″ O  |      | Geologische Einheit: Obere Meeresmolasse                                                                                              |
| 2113                 | Steißlinger See, Steißlingen                                                  | Landschaftselement               | Steißlingen                                   | 47° 47′ 52″ N, 8° 54′ 58″ O |      | Geologische Einheit: ? |
| 2114                 | Heidenlöcher bei Zizenhausen, Stockach                                        | Höhlen                           | Stockach Gemarkung Hindelwangen               | 47° 52′ 8″ N, 9° 0′ 34″ O   |      | Geologische Einheit: Obere Meeresmolasse                                                                                              |
| 2115                 | Toteisloch Dobel (Waldmoor) bei Raithaslach, Stockach                         | Toteis#Toteiskessel (Toteisloch) | Stockach Gemarkung Raithaslach                | 47° 53′ 10″ N, 8° 58′ 48″ O |      | Geologische Einheit: ? |
| 2116                 | Straßenaufschlüsse bei Hoppetenzell, Stockach                                 | Aufschluss                       | Stockach Gemarkung Hoppetenzell               | 47° 53′ 58″ N, 9° 0′ 29″ O  |      | Geologische Einheit: Untere Süßwassermolasse                                                                                          |
| 2117                 | Aufschluss ca. 550 m NE von Hoppetenzell                                      | Aufschluss                       | Stockach Gemarkung Hoppetenzell               | 47° 53′ 58″ N, 9° 0′ 29″ O  |      | Geologische Einheit: Untere Süßwassermolasse                                                                                          |
| 2118                 | Aufschluss 400 m N von Hoppetenzell am Parkplatz                              | Aufschluss                       | Stockach Gemarkung Hoppetenzell               | 47° 53′ 52″ N, 9° 0′ 25″ O  |      | Geologische Einheit: Untere Süßwassermolasse                                                                                          |
| 2119                 | Aufg. Steinbruch Hutzeln, Tengen                                              | Aufschluss                       | Tengen Gemarkung Blumenfeld                   | 47° 48′ 58″ N, 8° 40′ 30″ O |      | Geologische Einheit: Randengrobkalk                                                                                                   |
| 2120                 | Mühlbachschlucht, Tengen                                                      | Aufschluss                       | Tengen                                        | 47° 48′ 38″ N, 8° 39′ 31″ O |      | Geologische Einheit: Randengrobkalk                                                                                                   |
| 2121                 | Strassenaufschluss Juranagelfluhrinne, Tengen                                 | Aufschluss                       | Tengen                                        | 47° 48′ 26″ N, 8° 39′ 17″ O |      | Geologische Einheit: Nagelfluh |
| 2122                 | Wannenberg, Tengen                                                            | Landschaftselement               | Tengen                                        | 47° 49′ 35″ N, 8° 40′ 9″ O  |      | Geologische Einheit: ? |
| 2123                 | Aufg. Steinbruch SW Blumenfeld, Tengen                                        | Aufschluss                       | Tengen                                        | 47° 48′ 28″ N, 8° 40′ 1″ O  |      | Geologische Einheit: Obere Meeresmolasse                                                                                              |
| 2124                 | Burgfelsen in Tengen, Hintere Burg                                            | Felsformation                    | Tengen                                        | 47° 48′ 42″ N, 8° 39′ 32″ O |      | Geologische Einheit: Randengrobkalk                                                                                                   |
| 2125                 | Steinbruch SE von Tengen                                                      | Aufschluss                       | Tengen                                        | 47° 48′ 37″ N, 8° 39′ 35″ O |      | Geologische Einheit: Obere Meeresmolasse                                                                                              |
| 2126                 | Böschungen SE von Tengen S der Steinbrüche                                    | Aufschluss                       | Tengen                                        | 47° 48′ 29″ N, 8° 39′ 36″ O |      | Geologische Einheit: Nagelfluh |
| 2127                 | Steinbruch südöstlich von Tengen                                              | Aufschluss                       | Tengen                                        | 47° 48′ 30″ N, 8° 39′ 56″ O |      | Geologische Einheit: Obere Meeresmolasse                                                                                              |
| 2128                 | Straße am westl. Ortsrand von Wiechs am Randen                                | Aufschluss                       | Tengen Gemarkung Wiechs                       | 47° 47′ 1″ N, 8° 37′ 46″ O  |      | Geologische Einheit: Obere Meeresmolasse                                                                                              |